# Equilibrium (gruppo musicale)
Gli Equilibrium sono una viking metal band tedesca. Il gruppo combina vari elementi del folk e del death metal, unendo alle chitarre elettriche strumenti come flauti in maniera molto particolare; inoltre in molti riff riprendono melodie tradizionali tedesche. Pur essendo da poco emersi nella scena  metal hanno ricevuto un discreto successo, soprattutto grazie al debut album Turis Fratyr.

I testi riguardano mitologia e leggende germaniche. Sono stati in tour con Commander e Sycronomica nel 2005. Hanno firmato un contratto con la Nuclear Blast nel 2006 prima di cominciare a lavorare sul secondo album Sagas, pubblicato il 20 giugno 2008.
Nel febbraio 2010 si sono separati dal cantante Helge Stang e dal batterista Manuel DiCamillo. La band ha dichiarato: "Siamo spiacenti di informarvi che dobbiamo cancellare lo show previsto al Winterfire Festival in seguito a seri cambiamenti all'interno della band. Ci dispiace profondamente e speriamo possiate capire. Naturalmente informeremo il prima possibile sul futuro degli Equilibrium".
Poco tempo dopo, la band recluta un nuovo batterista, Hati, già batterista nella band brutal death metal Viscera Trail, ed un nuovo cantante, Robert Dahn, già cantante della viking metal band Vrankenvorde . La band ha pubblicato il suo terzo album, Rekreatur, sotto l'etichetta Nuclear Blast, il 18 giugno 2010.

## Formazione

### Formazione attuale
- Fabian Getto - voce
- Rene Berthiaume - chitarra, tastiera

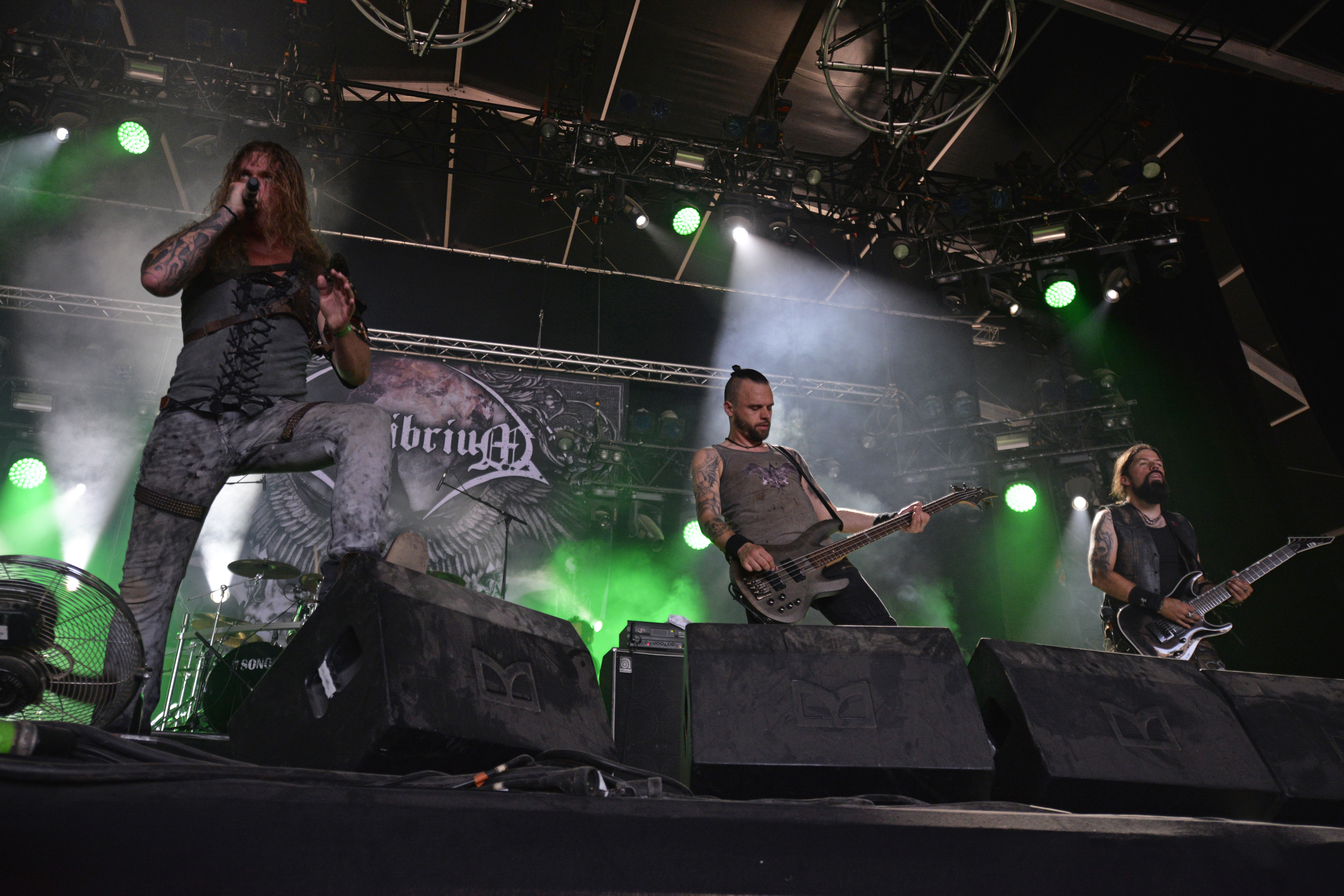
Gli Equilibrium all'Hellfest 2017

- Dom R. Crey - chitarra
- Jen Majura - basso
- Tuval "Hati" Refaeli - batteria

### Ex componenti
- Andreas Völkl - chitarra
- Sandra Völkl - basso
- Helge Stang - voce
- Manuel DiCamillo - batteria
- Henning Stein - batteria
- Michael Heidenreich - tastiera
- Conny Kaiser - tastiera
- Julius Koblitzek - batteria
- Basti Kriegl - batteria
- Markus Perschke - batteria
- Armin Dörfler - tastiera
- Robert Dahn - Voce

## Discografia
- 2005 - Turis Fratyr
- 2008 - Sagas
- 2010 - Rekreatur
- 2014 - Erdentempel
- 2016 - Armageddon
- 2019 - Renegades